# La Samaritaine
La Samaritaine (Самаритэн, с фр. — «Самаритянка») — парижский торговый центр, расположенный между Сеной и улицей Риволи возле Нового моста в I округе. Основан французским предпринимателем Эрнестом Коньяком в 1870 году. Первое здание было возведено в стиле ар-нуво между 1903 и 1910 годами архитектором Францем Журденом. Второе — в стиле ар-деко возведено с применением железобетона, что было новинкой для того времени, Анри Соважем в 1926—1928 годах. Огромные окна, похожие на эркеры, и необычный силуэт здания сделали магазин яркой достопримечательностью нового стиля в самом сердце исторического Парижа.
Здание универмага охраняется государством. С 2005 года находится на реконструкции. До закрытия La Samaritaine был крупнейшим торговым центром Парижа, с общей площадью магазинов 48 000 м².

## История
С 1970-х годов прибыль торгового центра стабильно падала. В 2001 году La Samaritaine, ставший убыточным, был продан семьёй Ренад транснациональной компании LVMH. В 2005 году торговый центр был закрыт, официально на 6 лет, для приведения зданий в соответствие с современными стандартами безопасности. После значительных задержек двери универмага были снова открыты для публики лишь в 2021 году, спустя 16 лет после закрытия.

## La Samaritaineв кино
- Фасад La Samaritaine появляется в фильме Жюльена Дювивье Дамское счастье[фр.] (1930).
- В La Samaritaine был снят длинный эпизод фильма Жана Жиро Баран[фр.] (1960).
- Фильм Ива Робера Бебер и общественный транспорт[фр.] (1962) частично был снят в La Samaritaine.
- Фильм Франсиса Вебера Игрушка (1976) главного героя «покупают» в этом магазине.
- Фасад La Samaritaine показан в одном из эпизодов фильма Этьена Шатилье Тётушка Даниэль (1990).
- Фасад La Samaritaine неоднократно показан в фильме Леоса Каракса Любовники с Нового моста (1990).
- Эпизод на крыше в фильме Дага Лаймана Идентификация Борна (2002) был снят на крыше La Samaritaine.
- La Samaritaine присутствует в фильме Николя Бери Ограм на счастье[фр.] (2013).
- В фильме Леоса Каракса Корпорация «Святые моторы» (2013) главный герой бродит по закрытом универмагу.
- В фильме Бертрана Бонелло Ноктюрама (2016) главные герои после совершения терактов скрываются в La Samaritaine.